# Kanton Dunkerque-1
Der Kanton Dunkerque-1 ist der mit der französischen Kantonsreform 2015 gebildete 16. Kanton des Départements Nord und gehört zum Arrondissement Dunkerque. Er hat 51.839 Einwohner (Stand: 1. Januar 2022).

## Gemeinde
Der Kanton umfasst einen Teil der Stadt Dunkerque.